# Plicník tmavý
Plicník tmavý (Pulmonaria obscura) je nižší, volně rostoucí bylina s nápadnými modravými či nafialovělými podlouhlými květy rozvíjející se brzy z jara; nejčastěji roste ve světlých a vlhčích listnatých lesích.

## Výskyt
Rostlina s evropským kontinentálním rozšíření, severní hranice vede od Beneluxu po jihu Skandinávie, jižní z jihu Francie přes sever Itálie, sever Bulharska až na Krym, východní hranici tvoří Ural.
V České republice se vyskytuje roztroušeně a místy až hojně, chybí v suchých bezlesých a vyšších horských polohách. Těžiště jeho výskytu je nacházejí v termofytiku a v teplejších místech mezofytika, roste od nížin až do podhůří. Dobře se mu daří na humusem zásobených půdách které mohou být hlinité i částečně jílovité, slabě kyselé až neutrální, nejlépe na světlých a vlhkých místech v listnatých lesích a na jejich okrajích.

## Popis
Vytrvalá rostlina s lodyhami 10 až 30 cm vysokými které vyrůstají z tenkého, plazivého rozvětveného oddenku. Řídce štětinaté lodyhy jsou přímé nebo vystoupavé a jen nahoře větvené obvykle do tří vijanů, jsou porostlé nejčastěji pěti až sedmi střídavými, úzce vejčitými až kopinatými listy s téměř přisedlými čepelemi dlouhými 4 až 6 cm a širokými 1 až 2 cm které mají na svrchní straně štětinové a na spodní žláznaté chlupy. Současně s květními lodyhami vyrůstají v přízemní růžici chlupaté přízemní listy dlouhé 4 až 12 cm a široké 2 až 5 cm s úzkými řapíky které jsou vždy delší než čepele. Listy růžice jsou tmavě zelené bez bělavých skvrn, široce vejčitého tvaru, na bázi srdčité a na koncích zašpičatělé, mají zpeřenou žilnatinu a po okrajích jsou nerovnoměrně porostlé žláznatými chlupy a na omak drsné.
Pravidelné pětičetné květy vyrůstající z úžlabí listenů jsou sestaveny do vrcholových květenství vijanů. Jejich kalich, štětinatě i žláznatě chlupatý, do jedné třetiny až poloviny do pěti cípů dělený, je dlouhý 6 až 8 mm a za plodu se prodlužuje. Růžově červená až modrá nálevkovitá koruna dlouhá 13 až 18 mm, jen o málo delší než kalich, je tvořena pěti na vrcholu okrouhlými cípy. Pět tyčinek s nedlouhými nitkami je kratších než korunní trubka. Čtyřdílný semeník nese jednu čnělku s rozdvojenou hlavičkovitou bliznou.
Druh je hemikryptofyt, jeho listová růžice téměř nikdy zimní období nepřečká a z jara vyrůstá zcela nová. Květy se rozvíjejí v období od března do května, většinou ještě před olistěním stromů pod nimiž roste, opylujícímu hmyzu poskytuje dostatek nektaru. Po opylení ze semeníku vyrostou čtyři tvrdky 3,5 až 4 mm dlouhé které jsou leskle hnědé až černé.

## Možnost záměny
Plicník tmavý je podobný plicníku lékařskému, dříve býval dokonce veden i jako poddruh plicníku lékařského. Je uváděno několik hlavních morfologických znaků, kterými se oba druhy odlišují. Plicník tmavý má přízemní listy tmavě zelené bez bělavých skvrn a jejich řapíky jsou výrazně delší než čepele a hlavně kalichy květů jsou řídce porostlé dlouze štětinatými a roztroušeně žláznatými chlupy a někdy jsou i osténkaté. Plicník lékařský má na přízemních listech výrazné bílé skvrny a jejich řapíky jsou stejně dlouhé nebo kratší než čepele a jeho zpočátku úzké a za plodu široce zvonkovité kalichy jsou výrazně štětinaté s roztroušenými stopkatě žláznatými chlupy.

## Význam
Rostlina plicníku tmavého obsahuje stejně jako plicník lékařský kyselinu křemičitou, slizové látky, saponiny, třísloviny, mnohé minerální látky a další, sbírá se především jeho kvetoucí nať (herba pulmonaria) nebo jen listy (folium pulmonaria). Usušená droga působící protizánětlivě bývá součásti bylinných čajů, mj. na usnadnění odkašlávání, regeneraci sliznic dýchacích cest a trávicího ústrojí.

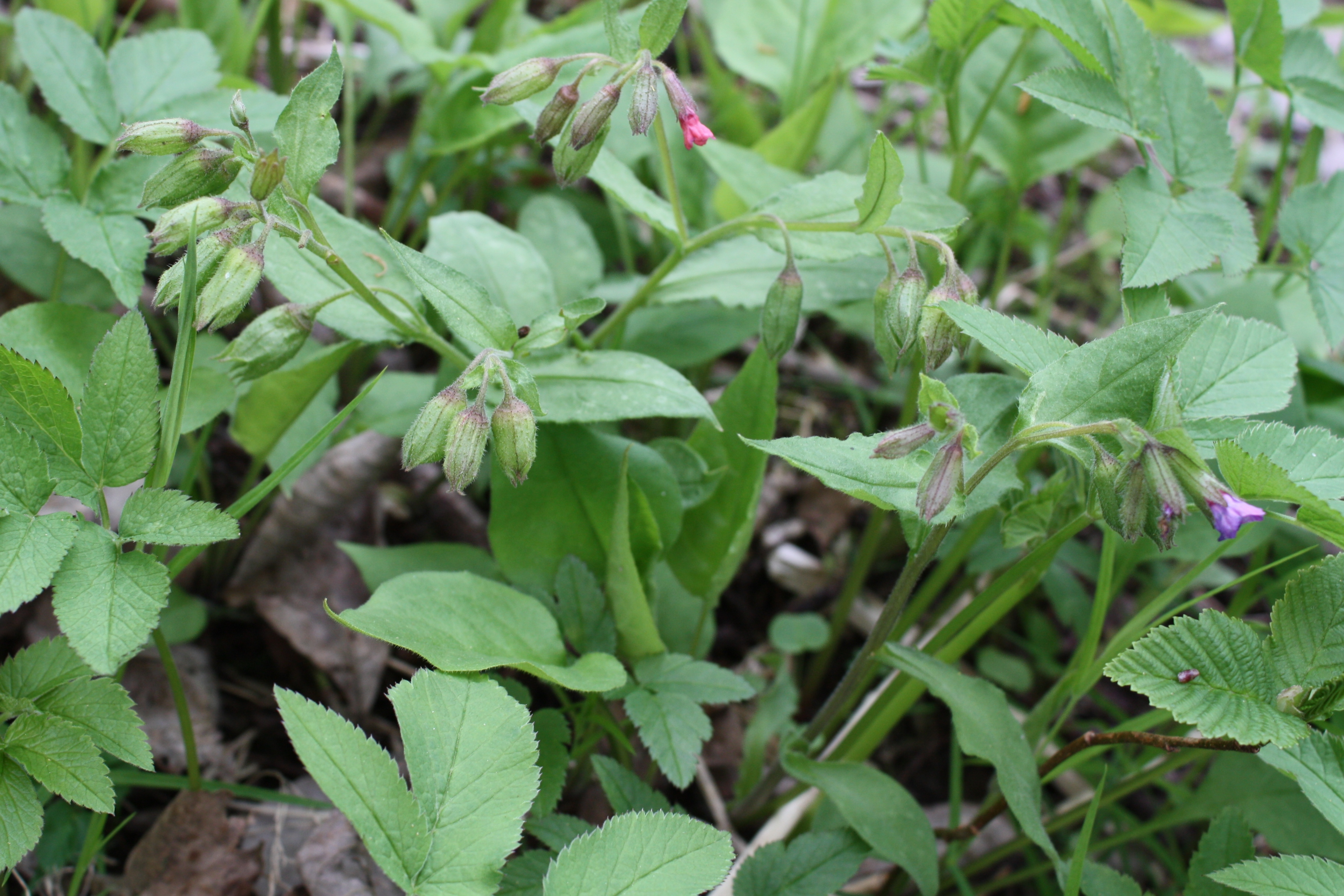
Nakvétající porost
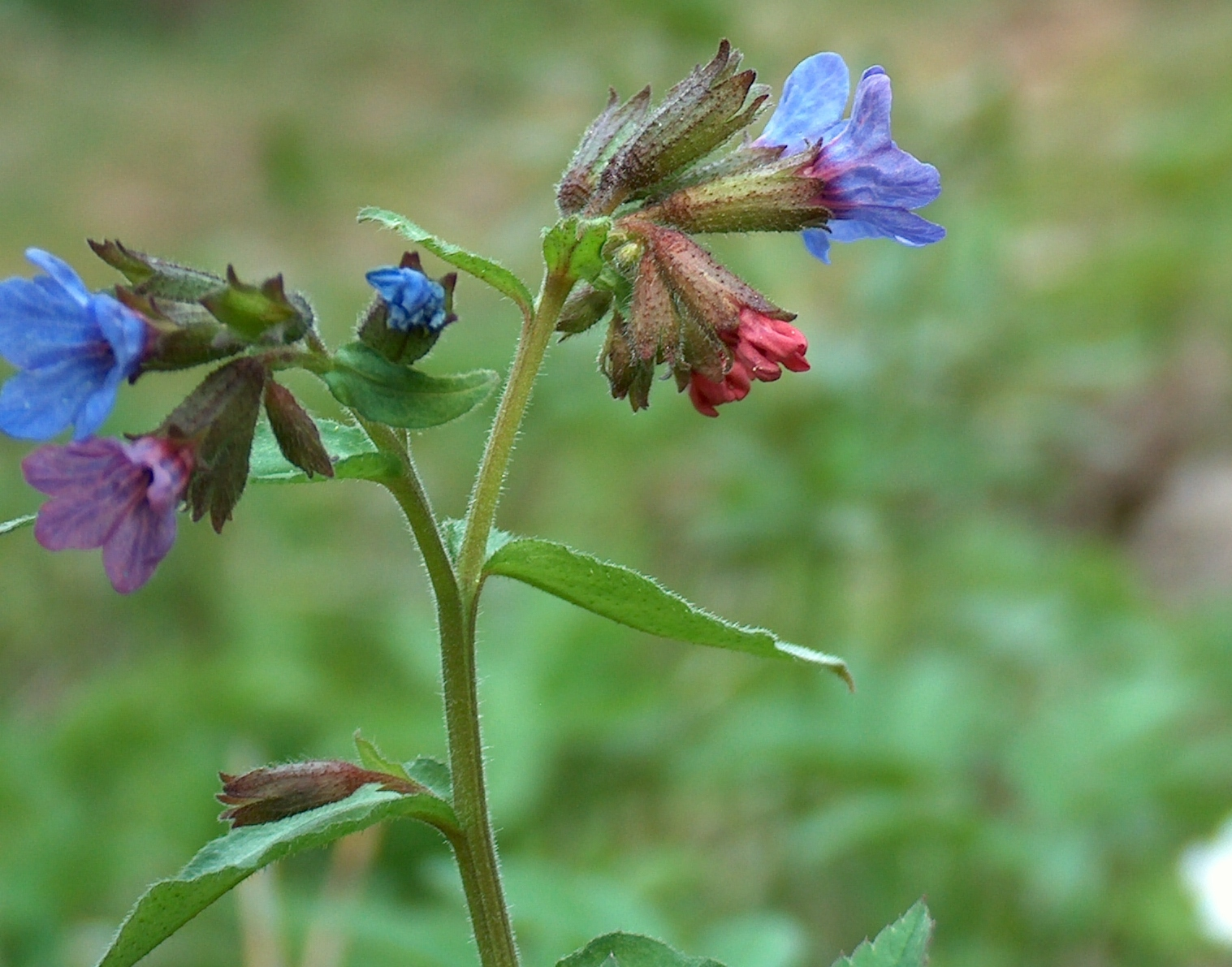
Změna barev
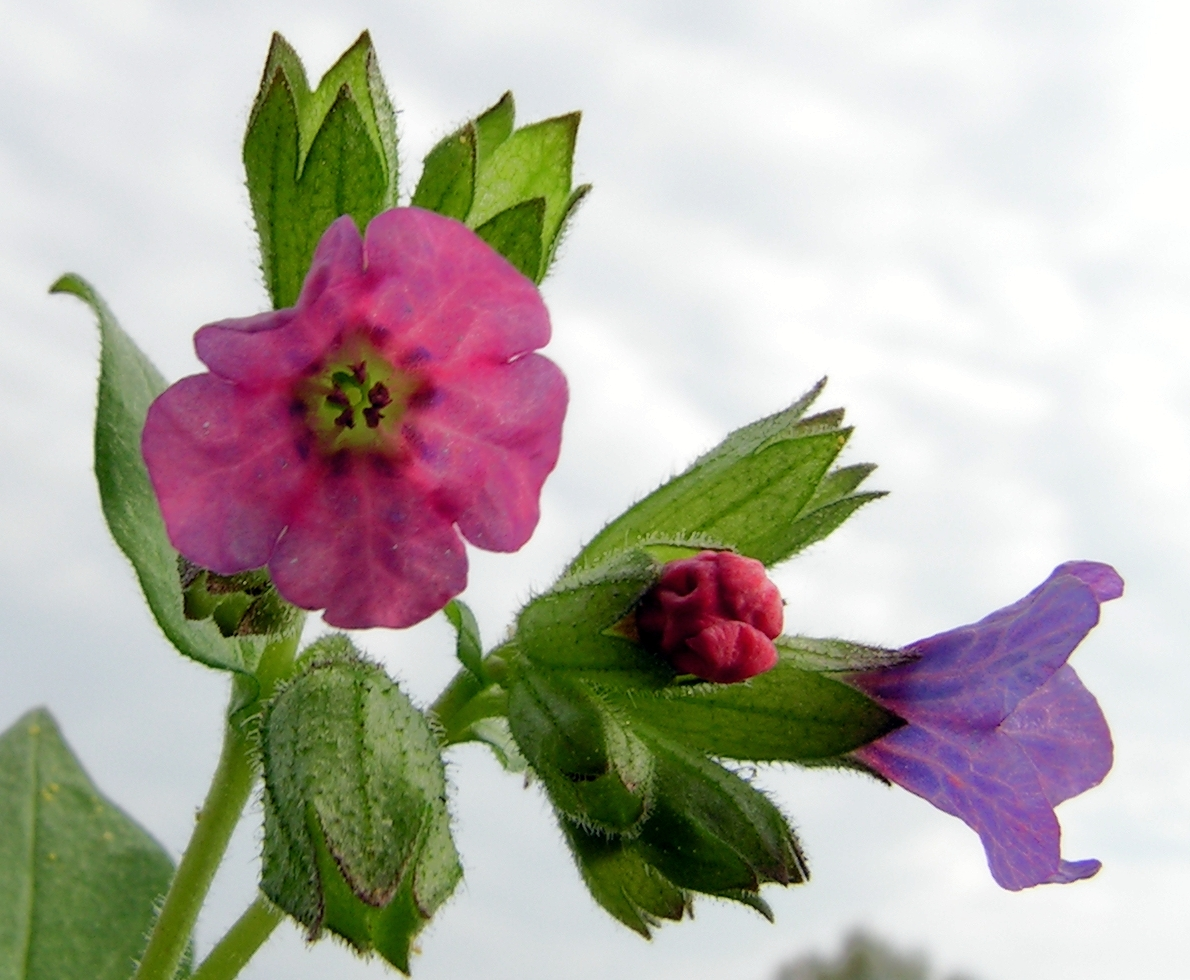
Květ zblízka